# Cyrtoneurina prima
Cyrtoneurina prima är en tvåvingeart som beskrevs av Márcia Souto Couri 1991. Cyrtoneurina prima ingår i släktet Cyrtoneurina och familjen husflugor. Inga underarter finns listade i Catalogue of Life.